# Клиническая инфекционная больница имени С. П. Боткина
Санкт-Петербургское государственное бюджетное учреждение здравоохранения «Клиническая инфекционная больница им. С. П. Боткина» (СПб ГБУЗ «Больница Боткина») — стационар в Санкт-Петербурге для лечения больных инфекционными заболеваниями, клиническая база медицинских вузов города. Является крупнейшей инфекционной больницей России.

## История

### Открытие больницы
В связи с неблагополучной эпидемиологической ситуацией в Санкт-Петербурге, повышением смертности от инфекционных болезней до 22,4 на 100 000 населения, учащением случаев внутрибольничной инфекции и заболеваний больничного персонала известным терапевтом Ю. Т. Чудновским был поставлен вопрос о целесообразности «иметь особую, по барачной системе выстроенную больницу». Под давлением общественности Городская дума выделила в 1880 году деньги на строительство временной инфекционной больницы барачного типа на 300 коек. Её строительством занималась комиссия, в составе которой находились известные гигиенисты А. П. Доброславин и Г. И. Архангельский. Последний выполнил санитарное обследование выделенной территории площадью около 20 тысяч квадратных сажен — Александровского, или Казачьего плаца, где в те годы торговали лошадьми.
Проект был разработан гражданским инженером Д. Д. Соколовым. Больница была рассчитана на 300 коек и состояла из 22 бараков. В двадцати из них имелось по 12 коек, в двух других, отводившихся для выздоравливающих, — по 30. Одноэтажные бараки, построенные в русском стиле, располагались симметрично в два ряда вдоль Кременчугской улицы.
Открытие Александровской городской барачной больницы произошло 17 (29) апреля 1882 года, в субботу. Позднее на пожертвования частных лиц — господ Степановой и Арищенко — было построено ещё два барака — один на 20 коек для незаразных детей, второй на 16 — для изоляции больных. Вначале в Александровскую городскую больницу принимали только мужчин, но через год с небольшим стали госпитализировать также женщин и детей. Новая больница не только смогла существенно улучшить стационарное обслуживание инфекционных больных, но и освободила прочие петербургские стационары от необходимости принимать в свои стены заразных больных, что значительно улучшило их санитарно-эпидемиологическое состояние.

### Барачная больница и С. П. Боткин
По просьбе Городской думы попечителем больницы стал выдающийся терапевт С. П. Боткин, с именем которого связаны многие достижения в её работе. Так, в 1882 году в больнице была построена первая в России дезинфекционная камера для обеззараживания вещей. Вначале Барачная планировалась как временная — для помощи при эпидемиях. В дальнейшем она неоднократно усовершенствовалась. 1 мая 1883 года на улицах Петербурга впервые появилась санитарная карета для перевозки инфекционных больных, которая была построена по инициативе С. П. Боткина и его учеников. С первых месяцев работы больницы к ней были проведены электричество и водопровод. Все сточные воды, вырабатывавшиеся Александровской больницей, подвергались обеззараживанию путём кипячения в специальных котлах. В лаборатории, оборудованной при больнице, впервые стали проводить анализы невской воды (1888). В 1894 году открыто отделение для приготовления антидифтерийной сыворотки. В оборудование лаборатории и создание библиотеки С. П. Боткиным были вложены и собственные средства.
Благодаря трудам С. П. Боткина в больнице было положено начало медицинской больничной статистике. Введённая там карточная отчётность (картотека больных) давала возможность накапливать богатый статистический материал, широко использовавшийся врачами в научной и практической деятельности.
С. П. Боткин еженедельно посещал больницу для участия в клиническом разборе сложных или интересных случаев, в обсуждении эпидситуации в городе. Его обходы проходили при большом стечении врачей, собиравшихся в Барачную больницу со всего города и отличались высокой требовательностью к присутствовавшим при этом врачам, а также большой поучительностью. Боткиным были привлечены к работе многие из его известных учеников, такие как Н. И. Соколов (первый главный врач больницы с 28 января 1882 года), С. В. Посадский, Н. П. Васильев, А. А. Нечаев. В 1885 году в больнице, помимо двух старших и четырёх младших больничных ординаторов, числилось 30 внештатных ординаторов.
В больнице велась интенсивная научная работа. За первое десятилетие её существования было выпущено 107 печатных трудов, из них 12 диссертаций на степень доктора медицины. Большинство этих работ вышло из больничной лаборатории.
Придавая большое значение общественной роли Барачной больницы, С. П. Боткин по-новому организовал в ней работу аптеки и амбулатории. Последняя бесплатно обслуживала огромное количество больных, приезжавших из всех районов Петербурга. За один только 1896 год она приняла 14 552 человека. Бывали дни, когда число посетивших амбулаторию достигало 100 человек.

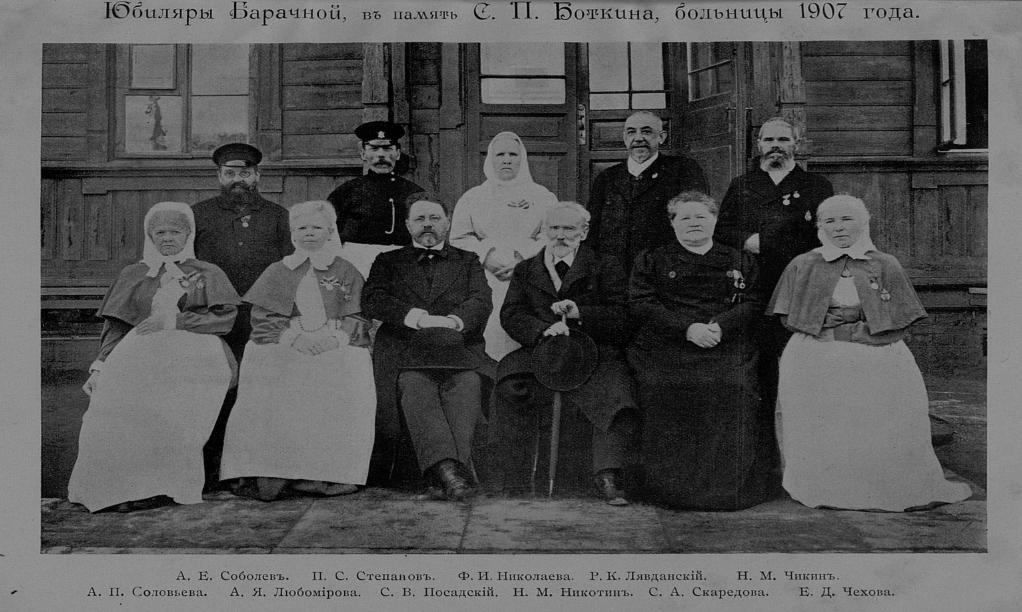
Юбиляры Барачной больницы на 25-летии, 1907 г.

Барачная больница была носительницей передовых для своего времени идей. В частности, она широко поддерживала борьбу за равноправие женщин и первой из больниц России начала наиболее широко привлекать к практической и научной работе женщин-врачей. Так, за первые 10 лет существования больницы в её штат были приняты 20 женщин-врачей.
В 1889 году, когда С. П. Боткин умер, больница была переименована. Она стала называться Городской барачной в память С. П. Боткина больницей. Среди петербуржцев учреждение получило прозвище «Боткинские бараки», бытующее иногда и по настоящее время. В разное время здесь работали такие известные в будущем врачи, как В. Н. Сиротинин, Н. П. Гундобин, Ф. И. Пастернацкий, В. В. Смидович (Вересаев). В 1893 году больницу посетил известный немецкий учёный Р. Вирхов. В отчёте 1907 года, посвящённом двадцатипятилетию больницы, отмечается, что за всё время через неё прошли около 144 тысяч больных (в основном с тифом, дифтеритом и скарлатиной).

### Послереволюционные годы
С большим напряжением работал стационар во время Первой мировой войны, революций, Гражданской войны, когда в стране наблюдался эпидемический рост холеры, сыпного и возвратного тифа, испанки. В эти годы больница пришла в серьёзный упадок. В ней осталось 350 функционирующих коек в 13 бараках, в которых лопнули водопроводные трубы, температура зимой опускалась ниже нуля, и больные лежали на койках в верхней одежде. Началось гниение деревянных зданий, краска со стен сходила пластами, более ветхие бараки разбирались для отопления ещё пригодных. Дезинфекционная камера была законсервирована. Отмечалась высокая заболеваемость обслуживающего персонала, не хватало белья, продовольствия и медикаментов. В некоторых бараках было устроено общежитие рабочих. Больница была намечена к ликвидации.
Возрождение стационара началось с того момента, когда на вакантное место главного врача 1 июля 1922 года был избран видный терапевт и инфекционист Глеб Александрович Ивашенцов.
Уже имевший опыт организации здравоохранения, Г. А. Ивашенцов начал свою деятельность главного врача с создания условий для нормальной работы больницы. Благодаря его усилиям начался капитальный ремонт больничных зданий, были восстановлены водопровод, канализация, электросеть, организована внутрибольничная телефонная связь, была расширена лаборатория. Возобновились научно-исследовательская работа и научные заседания врачей. Персонал больницы пополнился большим числом молодых сотрудников и крупными специалистами, привлечёнными в качестве консультантов (Н. К. Розенберг, К. Т. Глухов). Уже к концу 1924 года в больнице функционировало 850 коек, обслуживающих возникшую тяжёлую эпидемию скарлатины.
В 1926 году по инициативе Ивашенцова был объявлен конкурс проектов реконструкции больницы. По его замыслу, проработанному совместно с архитекторами А. И. Гегелло и Д. Л. Кричевским, больница должна была превратиться в институт инфекционных болезней с благоустроенными клиниками, оснащёнными лабораториями, аудиториями, отвечать современным требованиям изоляции больных, их санитарно-эпидемического содержания, давать возможность проведения наиболее полного диагностического обследования и лечения. Проектом предусматривалось строительство 13 двухэтажных павильонов на 950 коек.
На месте старых «временных бараков» Г. А. Ивашенцов стал воздвигать новую, современную инфекционную больницу. Эта первая реконструкция началась со строительства нового здания лаборатории, закладка которой состоялась 27 июля 1927 года. В 1928 году он ездил за границу для ознакомления с больничным строительством; последний год работал над проектом загородной больницы на 5000 коек и провёл его в Госплане.
С 1929 года больницу посетили многие специалисты из-за рубежа: Л. Ашофф, Э. Фридбергер из Германии, Б. Шик, Пари из США. Все они давали самые положительные отзывы. В германских изданиях о современных достижениях в больничном строительстве приводили фотографии изолятора и аптеки.
И хотя не всё из задуманного удалось осуществить, к концу 1933 года было введено в эксплуатацию 9 зданий (возведены изоляторы, приёмный покой, лаборатории, секционная), а в 1935—1939 годах построено ещё 3 павильона.
В 1933—1941 годах главным врачом Боткинской больницы был видный инфекционист и эпидемиолог С. В. Висковский. Он наладил связи больницы с медицинскими вузами города. При нём она стала называться Клинической инфекционной больницей имени С. П. Боткина.

### Больница в годы блокады Ленинграда
В период Великой Отечественной войны и блокады в Красную Армию было призвано 60 % врачей, 40 % среднего персонала; около 20 % медсестёр и санитарок были эвакуированы вместе с семьями. Главный врач, профессор С. В. Висковский, также был призван в Красную Армию, и поэтому с 1941 больницей стала руководить Г. Л. Ерусалимчик. В годы блокады многие корпуса больницы сильно пострадали. На её территорию было сброшено 6 фугасных и несколько сотен зажигательных снарядов. Только за один день 8 сентября на территорию больницы было сброшено около 300 зажигательных бомб. Однако в Боткинской больнице продолжалась как лечебная, так и научно-исследовательская работа. Последняя была связана с изучением особенностей течения инфекционных заболеваний в тяжёлых условиях блокады (отмечалась высокая заболеваемость и смертность от сыпного тифа и лептоспироза). На фоне глубокой алиментарной дистрофии значительно изменилось (в сторону утяжеления) течение инфекционных заболеваний. Эти наблюдения были обобщены в работе профессора Е. С. Гуревича и главного врача больницы Г. Л. Ерусалимчик.
Из-за того что почти все поступавшие в больницу страдали выраженным алиментарным истощением, резко возросла (до 50—60 %) летальность от инфекций. Страдал от голода и больничный персонал. В марте — апреле 1942 года произошла вспышка сыпного тифа, и в больницу поступило большое количество больных. Из-за отсутствия должной дезинфекции (не было воды, пара, электроэнергии, прачечной и дезстанции) более 70 сотрудников, в том числе главный врач и начмед заболели сыпным тифом. 16 из них умерли.
Городским комитетом ВКП(б) было выделено 500 бескарточных пайков для коллектива больницы. Кроме того, благодаря 15 квалифицированным слесарям и водопроводчикам, откомандированным городскими властями, к концу апреля была налажена работа водопровода. Весной 1942 года вся свободная от зелёных насаждений территория больницы была предоставлена сотрудникам для индивидуальных огородов. Одновременно прошли массовые ремонтно-восстановительные работы, проводившиеся силами самого персонала. Условия для работы и лечения существенно улучшились, и к середине 1943 года больничная летальность снизилась до довоенных показателей. После того как в 1945 году больница получила «на вооружение» первый антибиотик — пенициллин, общая летальность упала за первые три послевоенные года до 2 %.

## Главные врачи больницы
1. Нил Иванович Соколов (1882—1893)
2. Степан Васильевич Посадский (1893—1919)
3. Андукапар Леванович (Александр Леонидович) Хетагуров[11] (1920—1922)
4. Глеб Александрович Ивашенцов (1922—1933)
5. Николай Григорьевич Котов (1933)
6. Стефан Валерианович Висковский (1933—1941)
7. Галина (Гейда) Львовна Ерусалимчик (1941—1952)
8. Мария Михайловна Фигурина (1953—1966)
9. Владимир Васильевич Стуков (1966—1983)
10. Юрий Константинович Чернышов (1983—1994)
11. Алексей Авенирович Яковлев (1994—2020)
12. Денис Александрович Гусев (с 2020)

## Настоящее время
В 1996 году в соответствии с приказом № 360 от 21.06.1995 г. Комитета по здравоохранению на базе городской инфекционной больницы № 30 им. С. П. Боткина организован городской центр по профилактике и борьбе с инфекционными заболеваниями, объединивший все инфекционные подразделения города, шесть кафедр инфекционных болезней всех медицинских вузов, городской вирусологический центр, инфекционный и эпидемиологический организационно-методические отделы.
В 2001 году Комитет по государственному контролю, использованию и охране памятников истории и культуры Санкт-Петербурга включил комплекс построек больницы в «Перечень вновь выявленных объектов, представляющих историческую, научную, художественную или иную культурную ценность». Распоряжением КГИОП № 10-33 от 20.10.2009 комплекс построек больницы включен в Единый государственный реестр объектов культурного наследия (памятников истории и культуры) народов Российской Федерации в качестве объекта культурного наследия регионального значения.
В недавнем прошлом больница дважды меняла официальное наименование. Согласно распоряжению Комитета по управлению городским имуществом (КУГИ) Администрации Санкт-Петербурга № 1986/р от 17.12.2001 г. она стала именоваться Санкт-Петербургским государственным учреждением здравоохранения «Городская инфекционная больница № 30 им. С. П. Боткина».
Своё нынешнее название учреждение обрело в соответствии с распоряжением КУГИ Санкт-Петербурга № 2292-рз от 18.12.2007 г.: СПбГУЗ «Клиническая инфекционная больница им. С. П. Боткина». Новое название отражает тесную связь больницы с научно-образовательным процессом, так как все без исключения медицинские вузы города, а также ряд медицинских колледжей имеют здесь свою клиническую базу. В 2012 году к официальному названию учреждения добавлено слово «бюджетное» (СПбГБУ).

## Переезд больницы
В 2004 году городским правительством было принято решение о переводе больницы из центральной части города в окраинные районы, что объяснялось, с одной стороны, физическим и моральным износом больничных корпусов, с другой — неэффективным использованием территории в 12,5 гектаров в центре города. В рамках проекта было запланировано создание двух инфекционных стационаров, и в декабре 2007 и январе 2008 года были заключены контракты на строительство больничных комплексов в Красногвардейском и Фрунзенском районах; стоимость проектов оценивалась примерно в 3 млрд рублей, выполнение планировалось на 2010 год. Проект нового комплекса в Полюстрове, включал в себя лечебный корпус на 100 коек, лечебно-лабораторный комплекс, 2 палатных корпуса на 240 и 260 коек, административно-поликлиническое отделение, городской консультационно-диагностический центр. Несколько позже ожидался ввод в строй второго инфекционного стационара в Купчине на улице Олеко Дундича в месте пересечения её с Бухарестской улицей, также на 600 коек.
Сроки окончания работ неоднократно переносились. Цена строительства объекта в Купчине в ходе проектирования выросла с 3,5 до 11 млрд рублей, а сам проект не был одобрен руководством больницы. В 2014 году пункт исключили из адресной инвестиционной программы, контракт с подрядчиком был разорван по соглашению сторон. Корпус на Пискарёвском проспекте стоимостью в 10 млрд рублей был юридически введён в эксплуатацию в декабре 2015 года, но принимать пациентов начал только весной 2017.
После окончательного переезда больницы Боткина её старые корпуса предполагалось снести, а территорию выставить на торги. В 2017 году городские власти решили отказаться от этих планов и вместо этого до 2021 года провести модернизацию больничного комплекса, в ходе которой часть корпусов должна быть капитально отремонтирована, другая — законсервирована.